# Charles-Alexandre Léon Durand Linois

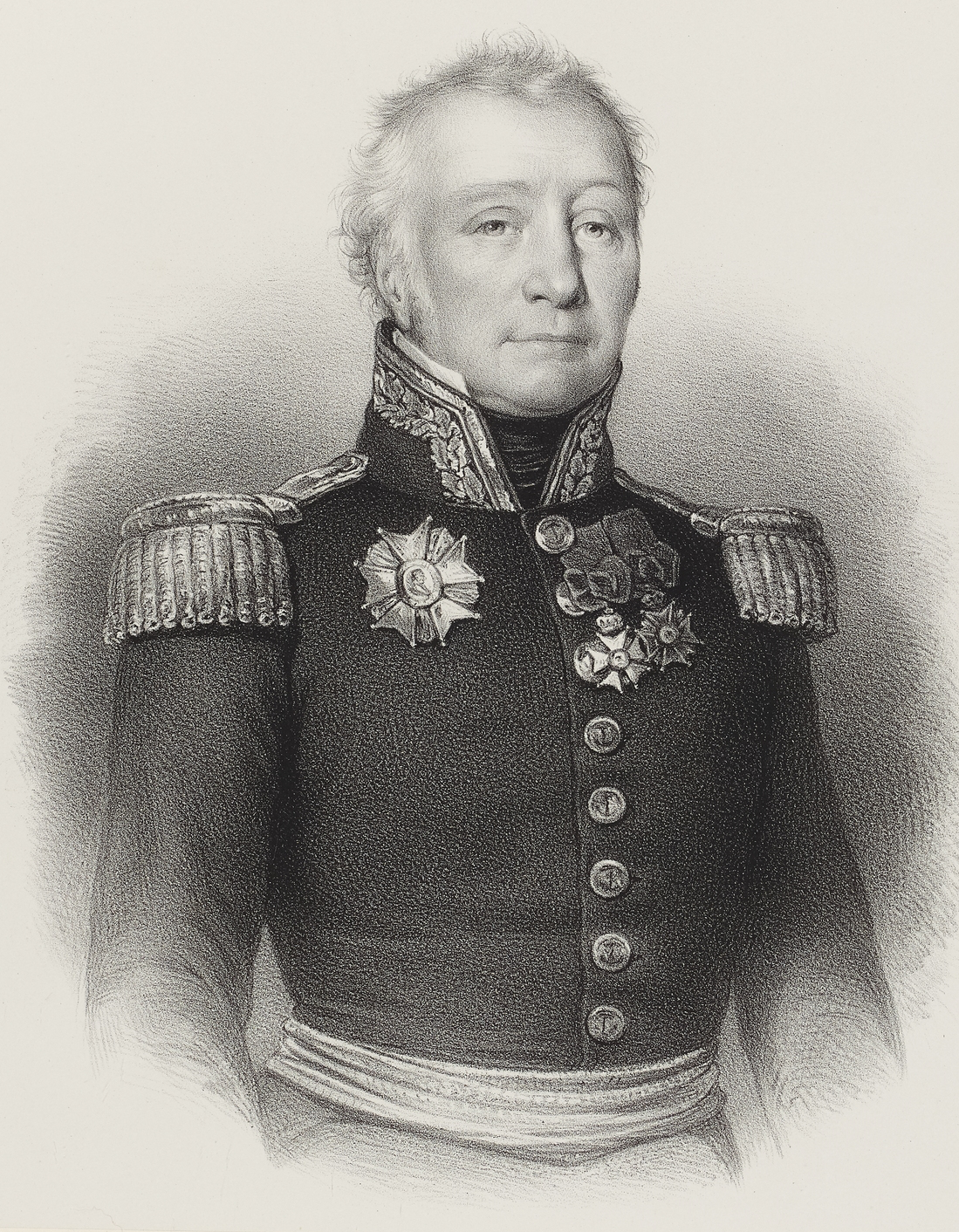
Charles-Alexandre Léon Durand Linois, 1837

Charles-Alexandre Léon Durand, Comte de Linois (* 27. Januar 1761 in Brest; † 2. Dezember 1848 in Versailles) war ein französischer Admiral, der für seinen Sieg im Ersten Seegefecht von Algeciras bekannt wurde.

## Frühe Jahre
Linois trat 1776 in die Französische Marine des Königreichs ein. Er diente unter anderem im Ärmelkanal, auf Mauritius und Réunion sowie in der Karibik. 1789 wurde er Leutnant zur See und in den Indischen Ozean versetzt. Erst 1794 kehrte er nach Frankreich zurück. In den beiden folgenden Jahren wurde er zweimal von der Royal Navy gefangen genommen, aber auch zum Kapitän zur See befördert. 1797 nahm er an der fehlgeschlagenen französischen Flottenexpedition nach Irland teil.

## Weiterer Dienst
1799 wurde Linois zum Konteradmiral ernannt und diente im Mittelmeer unter Admiral Bruix. Dann diente er unter Admiral Ganteaume, mit dem er 1801 Elba angriff. Er war auch an dem Plan Napoleons beteiligt, die Straße von Gibraltar für britische Schiffe zu sperren. Dabei kam es zu den Seegefechten von Algeciras, wobei Linois aus dem Ersten Seegefecht von Algeciras als Sieger hervorging. Im Zweiten Seegefecht von Algeciras wurde der Plan allerdings vereitelt. Bis Kriegsende wurde Linois in Cádiz blockiert.
1803 wurde Linois der Oberbefehl über ein französisches Geschwader im Indischen Ozean übertragen, wobei das 74-Kanonen-Linienschiff Marengo sein Flaggschiff wurde. Im Indischen Ozean betrieb er Handelskrieg, jedoch gelang es ihm nicht, 1804 eine Flotte von Ostindienfahrern und anderen Handelsschiffen zu erobern. Die Ostindienfahrer täuschten Linois vor, dass unter ihnen Kriegsschiffe zum Konvoidienst seien. Linois drehte daraufhin ab. Bei seiner Rückkehr nach Frankreich wurde die Marengo von der Royal Navy erobert und er selbst erst 1814 wieder nach Frankreich repatriiert. Für seine Verdienste ernannte ihn Napoleon jedoch 1810 zum Comte.

## Späteres Leben
Nachdem Napoleon ins Exil nach Elba gegangen war, ernannte ihn König Ludwig XVIII. zum Gouverneur von Guadeloupe. Da er Napoleon 1815 bei seiner erneuten Machtergreifung unterstützte, wurde er 1816 vor ein Kriegsgericht gestellt, das ihn aber freisprach. Er wurde in den Ruhestand versetzt. 1825 wurde ihm der Ehrentitel eines Vize-Admirals zuerkannt. Bis zu seinem Tod lebte er in Versailles.